# Kosmisch avontuur
Kosmisch avontuur (Pools: Cyberiada) is een verhalenbundel met korte komische sciencefictionverhalen uit 1965 van de Poolse schrijver Stanislaw Lem.

## Korte verhalen
De korte verhalen gaan over twee komische constructeurs Trurl en Klapaucius die, zwervend door het heelal, elkaar proberen te overtroeven in het uitvinden van machines die de onmogelijkste dingen veroorzaken.
Kosmisch avontuur bevat de volgende verhalen: 
1. Fabel van de drie vertelmachines van koning Genialon
2. Uit de cyfroticon of over de deviaties, superfixaties en aberraties des harten - over prins Ferritius en prinses Kristalla
3. De zeven tochten van Trurl en Klapaucius: eerste tocht of de valstrik van Gargantianus
4. Tocht nummer 2a of Trurls elektribald
5. Tweede tocht of het aanbod van koning Wredius
6. Derde tocht of de draken van de waarschijnlijkheid
7. Vierde tocht of hoe Trurl de femonistron toepaste om prins Pantiarctic van de kwellingen der liefde te verlossen en hoe het kwam tot een kinderkanonnade
8. Vijfde tocht of de grillen van koning Balerion
9. Tocht nummer 5a of het advies van Trurl
10. Zesde tocht of hoe Trurl en Klapaucius een demon van de tweede soort schiepen om piraat Bakkes te verslaan
11. Zevende tocht of hoe Trurls eigen perfectie ten kwade leidde